# Leonardo Murialdo
Leonardo Murialdo (Turim, 26 de outubro de 1828 – Turim, 30 de março de 1900) foi um sacerdote e santo católico italiano, fundador da Congregação de São José, um ativo educador e um trabalhador nos interesses dos jovens pobres e dos operários.

## Vida e obras
Filho de Leonardo Franchino Murialdo e Teresa Rho, membros de famílias abastadas, perdeu o pai muito cedo e com oito anos foi enviado para um colégio em Savona. Passando por uma crise moral na adolescência, não perdeu a fé, mas passou a sentir-se acabrunhado e vazio, e acabou rejeitando Deus. Voltando a viver com sua família, sentiu-se converter pela graça divina. Esta experiência, como declarou em seu Testamento Espiritual, escrito pouco antes de morrer, marcaria todo o restante de sua existência. Então decidiu dedicar-se ao serviço beneficente e religioso. Ingressou na Universidade de Turim para cursar Teologia, laureando-se em 1850, e foi ordenado padre em 1851, iniciando seu ministério.
Seus primeiros anos de atividade foram passados vinculado a dois oratórios em subúrbios da cidade, o do Anjo da Guarda e o de São Luís, onde colaborou com São João Bosco, instituições que atendiam meninos de rua. Entre 1865 e 1866 retirou-se para o Seminário de São Sulpício em Paris para aprofundar seus estudos e aperfeiçoar um modo de vida ascético, entrando em contato com o trabalho pastoral e educativo de católicos franceses. Voltando a Turim, foi designado diretor do Colégio Artigianelli, que recebia jovens pobres e lhes dava um preparo humanístico, cristão e profissional. Ali permaneceria até sua morte.
Neste meio tempo, participou das primeiras atividades da União Operária Católica, criada para aliviar as dificuldades da classe trabalhadora de Turim e preservar seus valores espirituais. Nesta associação ocuparia diversas vezes posições na direção e serviria como assistente eclesiástico. Em 1873, contando com a colaboração de dom Eugenio Reffo, fundou a Congregação de São José, com o objetivo primário de educar os jovens, especialmente os pobres e abandonados. Dom Giulio Costantino foi um dos primeiros membros da congregação, seria um dos principais colaboradores de Murialdo em sua administração e o sucederia na liderança quando faleceu.
Nos anos seguintes fez várias viagens para outros países europeus e pela Itália, que lhe ampliaram os horizontes sobre a questão da educação e do trabalho assistencialista, e expandiu a rede de instituições gerenciadas pelo Colégio Artigianelli fundando uma colônia agrícola em Bruere e a Casa Família para Jovens Operários, a primeira em seu gênero na Itália. Fundou um oratório e colônia agrícola em Rivoli, vários patronatos para jovens no Vêneto, que davam assistência educativa e religiosa, e uma escola em Modena, e através deles a Congregação de São José começou a difundir suas atividades. Permaneceu sempre em estreito contato com o movimento operário, foi membro do Comitê Geral da Obra dos Congressos, em cujo seio fundou em 1883 a Associação São Carlos, a fim de promover a publicação de jornais e textos de espírito cristão, e no mesmo ano participou de um congresso em Nápoles que almejava a criação de uma coordenação centralizada para a imprensa católica.
Foi um dos pioneiros na criação de colônias agrícolas para corrigir a vida de jovens delinquentes, e é considerado um dos principais expoentes do movimento católico italiano de sua geração. Seu legado espiritual deve uma forte inspiração na obra dos santos Francisco de Sales e Afonso de Ligório e dos jesuítas franceses, e está centrado na dialética do pecado e do perdão e no caráter misericordioso do amor de Deus. Essas características também tingem sua importante obra educativa. Sempre preocupado com a boa formação cívica, moral, profissional e religiosa dos alunos, pretendia inseri-los na sociedade de maneira digna e produtiva. Seu método de ensino era brando e compreensivo, colocava-se para as classes ao mesmo tempo como um professor, pai, irmão e amigo, e procurou formar nas escolas um ambiente familiar envolvendo todos os mestres e alunos.
Foi beatificado em 3 de novembro de 1963 e em 3 de maio de 1970 o papa Paulo VI o declarou santo. É comemorado pela Igreja em 18 de maio. Sobre ele foram escritas várias biografias, mas nenhuma de caráter científico.